# Alwernia
Alwernia [alvɛrɲa] es una ciudad de Polonia situada unos 36 km al oeste de Cracovia en la Chrzanów, distrito del voivodato de Pequeña Polonia (antes de 1999 formaba parte del voivodato de Cracovia). La ciudad, así como posee una gran industria química, es un centro para la recreación y el turismo. 

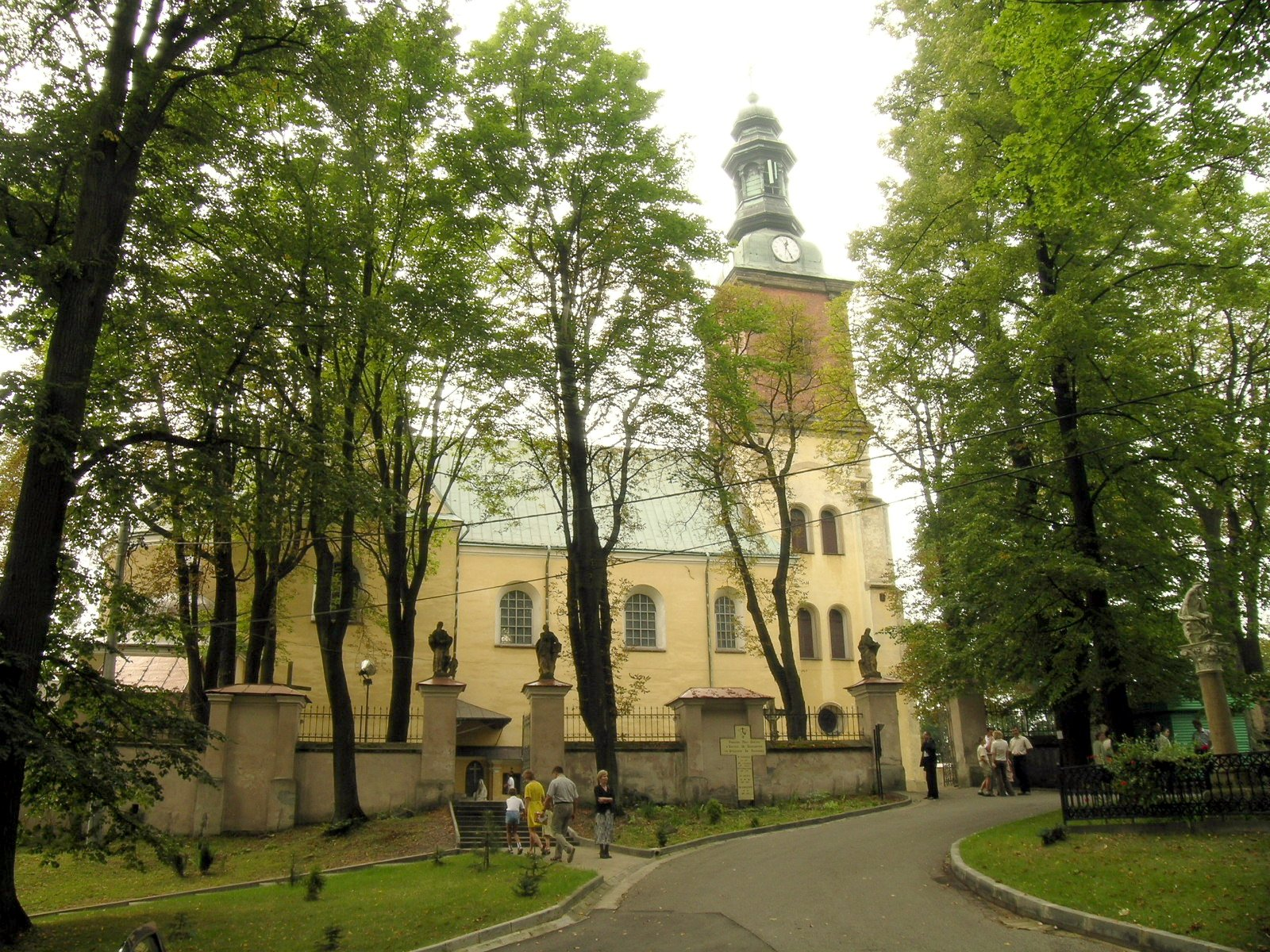
Iglesia de la villa.

## Historia
El nombre de la ciudad está tomado de los franciscanos de la ermita de La Verna (latín: Alvernia) en la Toscana, Italia. La localidad es fundada en 1616 por la Castellan Krzysztof Koryciński. Un monasterio de la orden de los Estigmas de San Francisco de Asís fue construido en las alturas entre 1625 y 1656. La iglesia de la ciudad data del período de entre 1630 a 1676. 
Por debajo del monasterio se ha desarrollado una resolución que en 1776 otorgó el derecho a celebrar un mercado semanal. En 1796 Alwernia se menciona como una pequeña ciudad, centro comercial y administrativo. 
En 1926, se estableció una factoría química en la parte sur de la ciudad, hoy es el mayor empleador Alwernia. Su atractivo y la proximidad a Cracovia llevó a la ciudad el crecimiento y en 1993 se le concedió el título de ciudad cívica de estado.

## Cultura y objetos del interés
Museos
- el museo más viejo de la fuego-brigada de Polonia

## Población
En el año 2006 contaba con unos 3.388 habitantes.